# 豊川鉄道デキ52形電気機関車
豊川鉄道デキ52形電気機関車（とよかわてつどうデキ52がたでんききかんしゃ）は、豊川鉄道（現在のJR東海飯田線の一部）が1927年（昭和2年）に新製した直流用電気機関車である。
保有事業者である豊川鉄道の戦時買収・国有化に伴って本形式も国鉄（当時の鉄道省）籍へ編入され、戦後の形式称号規定改訂に際してED29形（初代）と改番された。

## 概要
1927年（昭和2年）に日本車輌製造（機械部分）および東洋電機製造（電気部分）で1両（デキ52）が新製された。既に在籍した電機50形が車体前後に機械室を備える凸形車体であったのに対し、本形式は主要機器を全て車体に内蔵し、車体前後にデッキを備える箱型車体に改められた。前後妻面には砂箱を備え、乗務員室扉は車体前面の向かって左側に寄せて設置されている。車両番号は楕円形の真鍮製プレートで表記され、左右側面の前後エンド部分に設置された。また側面中央部には同じく真鍮製プレートによる豊川鉄道の社章が取り付けられた。
台車は日本車輌製造製の板台枠式2軸ボギー台車を装着し、パンタグラフは1両あたり2基搭載した。
本形式の同系機としては、豊橋鉄道のデキ451（元・田口鉄道デキ53形デキ53）や近畿日本鉄道のデ21（元・伊勢電気鉄道521形521）などがある。
1943年（昭和18年）の豊川鉄道の戦時買収に伴って、本形式も国鉄に継承された。
国鉄の保有する電気機関車となった後は機器の標準化改造が行われ、主電動機はTDK-522-AからMT15Bに、パンタグラフも国鉄制式のPS13へ交換された。妻面に設置された砂箱については、豊川鉄道保有当時に一旦撤去され、国有化後に改めて台車に砂箱を新設した。
買収後も私鉄時代の番号のまま、引き続き飯田線で使用され、1952年（昭和27年）に国鉄形式を付与されてED29形（初代） (ED29 1) となった。1959年（昭和34年）3月に廃車となり、岳南鉄道に譲渡された。

## 岳南鉄道への譲渡後

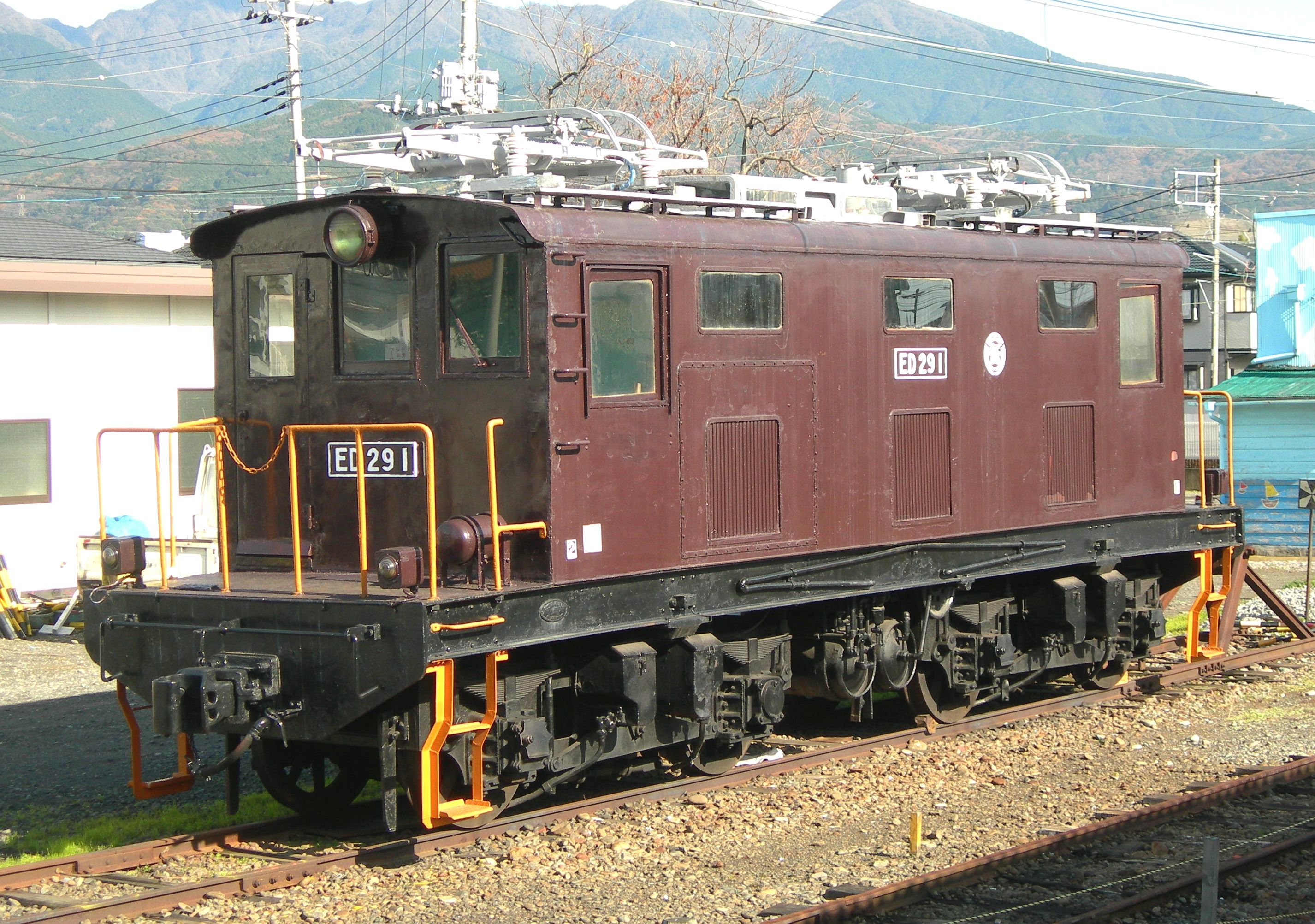
岳南鉄道譲渡後のED29形
（岳南富士岡 2009年12月）

岳南鉄道は当時電車線の架線電圧が直流600Vだったので入線後に降圧工事を施工し、形式番号は国鉄時代のED29形ED29 1のまま、主に貨物列車の牽引や比奈駅での入換用として使用された。電動カム軸式であった制御装置は1965年（昭和40年）に電磁空気単位スイッチ式に改められ、1969年（昭和44年）の岳南線の架線電圧1,500Vへの昇圧に際しては、再び昇圧工事・配線引き直し等が施された。
その後は前照灯位置変更・車体色及び連結器周りの塗装変更を経て長らく使用されていたが、貨物輸送衰退により岳南富士岡駅構内に休車として留置され、非常用予備機として車籍を保持していたが、10年以上手入れをされていないため傷みが激しく、両エンドのホイッスルが撤去され、致命的な破損箇所（車輪・台車周りのクラック）もあって予備機としても使用は厳しい状況にあった。しかし2008年（平成20年）10月以降に2エンド側運転席窓欠落の修復など、傷んだ車体の修繕作業が同駅構内で実施された。
2013年（平成25年）に鉄道事業の移管に伴い岳南電車へ引き継がれた後、2015年（平成27年）3月31日付で廃車された。廃車後は岳南富士岡駅構内に留置された後、2021年（令和3年）8月21日に同駅構内に開業する「がくてつ機関車ひろば」にて展示される予定である。